# Transmissão internacional dos programas de Chespirito
Esta é uma lista com as ocorrências de transmissões internacionais dos programas de Chespirito, criados por Roberto Gómez Bolaños e produzidos no México, tais como El Chavo del Ocho e El Chapulín Colorado. Esses programas mantêm grande popularidade na América Latina, Espanha, Ásia, Oceania e em algumas comunidades de falantes de língua espanhola nos Estados Unidos.

## El Chavo del Ocho
No México, El Chavo del Ocho é exibido pelos canais Televisa, XEL-TV, Las Estrellas, XHGC-TDT, Cartoon Network, Clásico TV e XEQ-TDT.
| País                 | Canal de televisão            |
| -------------------- | ----------------------------- |
| Argentina            | Telefe                        |
| Argentina            | Canal 9                       |
| Argentina            | Cartoon Network               |
| Argentina            | Magic Kids                    |
| Argentina            | The Big Channel               |
| Austrália            | ABC TV                        |
| Bolívia              | ATB                           |
| Bolívia              | Red Uno                       |
| Bolívia              | RTP                           |
| Bolívia              | Bolivisión                    |
| Brasil               | SBT                           |
| Brasil               | TBS muitodivertido (hoje TBS) |
| Brasil               | TLN Network                   |
| Brasil               | Boomerang                     |
| Brasil               | Cartoon Network               |
| Brasil               | Multishow                     |
| Chile                | TVN                           |
| Chile                | UCV Televisión                |
| Chile                | Etc TV                        |
| Chile                | Megavisión                    |
| Colômbia             | Cadena Uno Inravisión         |
| Colômbia             | Canal A Inravisión            |
| Colômbia             | R.T.I.                        |
| Colômbia             | Canal Caracol                 |
| Colômbia             | Canal RCN                     |
| Costa Rica           | Repretel                      |
| Equador              | Gamavisión                    |
| El Salvador          | Canal 2                       |
| El Salvador          | Canal 6                       |
| Espanha              | La 2                          |
| Espanha              | Popular TV                    |
| Estados Unidos       | Galavisión USA                |
| Estados Unidos       | Telefutura                    |
| Estados Unidos       | Cartoon Network               |
| Guatemala            | Canal 13                      |
| Honduras             | Televicentro                  |
| Itália               | Canal Privado Rete A          |
| Nicarágua            | Canal 4                       |
| Panamá               | RPC                           |
| Paraguai             | SNT                           |
| Paraguai             | Telefuturo                    |
| Peru                 | América Televisión            |
| Peru                 | América Next                  |
| República Dominicana | Color Vision Canal 9          |
| República Dominicana | Digital 15                    |
| Uruguai              | Teledoce                      |
| Uruguai              | Saeta TV Canal 10             |
| Venezuela            | RCTV                          |
| Venezuela            | Venevisión                    |

## El Chapulín Colorado
No México, El Chapulín Colorado é exibido pelos canais Televisa, XEL-TV, Canal de las Estrellas, XHGC-TDT, Cartoon Network, Clásico TV e XEQ-TDT.
| País           | Canal                         |
| -------------- | ----------------------------- |
| Argentina      | Telefe                        |
| Argentina      | Canal 9                       |
| Argentina      | Canal 13                      |
| Bolívia        | RTP                           |
| Bolívia        | ATB                           |
| Bolívia        | Bolivisión                    |
| Brasil         | SBT                           |
| Brasil         | TBS muitodivertido (hoje TBS) |
| Brasil         | TLN Network                   |
| Brasil         | Boomerang                     |
| Brasil         | Cartoon Network               |
| Brasil         | Multishow                     |
| Chile          | UCV Televisión                |
| Chile          | TVN                           |
| Chile          | Megavisión                    |
| Chile          | Telecanal                     |
| Chile          | La Red                        |
| Colômbia       | Inravisión                    |
| Colômbia       | Jorge Barón Televisión        |
| Colômbia       | Canal Caracol                 |
| Colômbia       | Canal RCN                     |
| Costa Rica     | Repretel                      |
| Equador        | Ecuvisa                       |
| Equador        | Gamavisión                    |
| Equador        | Canal Uno                     |
| Equador        | Teleamazonas                  |
| El Salvador    | Canal 6                       |
| Espanha        | La 2                          |
| Espanha        | Popular TV                    |
| Estados Unidos | Galavisión USA                |
| Estados Unidos | Cartoon Network               |
| Guatemala      | Trecevisión                   |
| Nicarágua      | Canal 4                       |
| Panamá         | RPC                           |
| Panamá         | Telemetro                     |
| Panamá         | Tele 7                        |
| Paraguai       | Telefuturo                    |
| Peru           | ATV                           |
| Porto Rico     | Univisión                     |
| Uruguai        | Teledoce                      |
| Venezuela      | Venevisión                    |
| Venezuela      | RCTV                          |